# 成吉思汗の秘密
『成吉思汗の秘密』（じんぎすかんのひみつ）は、高木彬光の推理小説である。

## 概要
1958年の5月から9月にかけて雑誌『宝石』に連載された後、同年10月光文社から刊行された。義経=ジンギスカン説をテーマにした歴史ミステリーである。戦前のベストセラー、小谷部全一郎著の『成吉思汗ハ源義經也』がモチーフになっている。ジョセフィン・テイの探偵がベッドで推理するというベッド・ディテクティヴ・スタイル（『時の娘』）を真似ている。同じ系統の作品に『邪馬台国の秘密』、『古代天皇の秘密』などがある。小谷部全一郎の著作以上に東洋史の古文書を研究・踏襲しており、単なる娯楽図書の範疇を超えた歴史推理小説に仕上がっている。
初出を読んだ仁科東子（現：仁科美紀）からの手紙（成吉思汗という名についての推理など）に敬服したことと、海音寺潮五郎から論理の弱さや矛盾点を指摘されたことへの回答を行うため、作品を改訂した際（1960年9月10日）に16章を書き足している。

## ストーリー
昭和32年、名探偵といわれた神津恭介が東大病院に入院し、探偵作家の松下研三と暇つぶしに義経=ジンギスカン説の推理を始める。
奥州藤原氏三代の富貴栄華の源泉は北海道を越えて、樺太、シベリアの黄金入手にあり、これにより中尊寺の黄金の仏像などを建立したと、大胆な推理を神津恭介が展開している。義経は北へ逃亡するというよりも軍資金のための黄金をシベリアまで探しにいったと推理している。
該博な専門知識の持ち主である井村助教授が、神津恭介を追い詰めていくが、神津は巧みな論理ですり抜けていく。
愛新覚羅慧生が1957年に心中したことにも言及されている。